# Museo della sanità e dell'assistenza
Il Museo della sanità e dell'assistenza è un museo specializzato situato a Bologna, in Emilia-Romagna. Ospita la collezione di oggetti devozionali della Confraternita dei Battuti di Santa Maria della Vita, fondatori della prima struttura assistenziale della città, la quale costituisce il nucleo originario dell'attuale Ospedale Maggiore.

## Storia
Il museo della sanità e dell'assistenza è stato inaugurato nel 1999 al termine del restauro realizzato dall'ASL della città di Bologna sull'intero complesso di Santa Maria della Vita  in occasione del Giubileo del 2000.
Dal 2006 è gestito dalla Fondazione Carisbo.
Nel 2007 è stato proposto di integrare nel museo la casa-studio di Guido Reni, nell'adiacente Palazzo dei Banchi, con l'abbattimento della parete divisoria.
Dopo un periodo di restauro il Museo della sanità e dell'assistenza ha riaperto le porte nel maggio del 2010 ed è stato incluso nel percorso museale Genus Bononiae.

## La sede
Il museo si trova al primo piano, all'interno del complesso monumentale di Santa Maria della Vita, negli ambienti che un tempo appartenevano all'antico Ospedale dei Battuti attivo tra il 1260 e il 1798 nonché la struttura assistenziale più antica di Bologna.
L'ospedale è affiancato dall'Oratorio dei Battuti, restaurato nel 1997, ed è contiguo alla chiesa di Santa Maria della Vita. Il complesso è tra le migliori espressioni del Barocco bolognese.

## Descrizione
Il museo è è allestito come una grande sacrestia barocca e ripercorre la storia della sanità e dell'assistenza nella città di Bologna. A questo scopo sono raccolti, assieme a dipinti, paramenti, turiboli, calici, pissidi e arredi sacri già parte del tesoro della Confraternita, nonché materiali scientifici provenienti dall'antica farmacia dell'Ospedale della Vita, come i vasi da farmacia, detti albarelli, o gli strumenti sanitari; da segnalare anche una bilancia settecentesca.
Il museo si concentra prevalentemente in due sale. La prima sala ospita la quadreria, in cui spiccano il Ritratto di Luigi XIV, Re di Francia realizzato in miniatura da Jean Petitot come un gioiello con inserti di diamante, donato a Carlo Cesare Malvasia dal Re Sole in elogio al suo Felsina pittrice e due tele di Gaetano Gandolfi rappresentanti Coriolano e la madre e La continenza di Scipione, commissionate dal marchese Giacomo Marescotti Berselli nel 1784 per il suo palazzo in via Barberia e donate nel 1922 al museo. Le tele mostrano i primi segni dell'adozione dello stile neoclassico da parte del pittore.  Sono inoltre presenti gli arredi liturgici e i paramenti sei-settecenteschi legati alla storia del Santuario.
Gli spazi della casa e dello studio di Guido Reni accolgono l'esposizione degli oggetti di farmacia. La seconda sala espone infatti una selezione dei 150 albarelli provenienti dalla vecchia farmacia dell'Ospedale della Vita, in ceramica faentina e con gli emblemi degli Ospedali della Vita e della Morte, a riprova dell'attività per entrambe della farmacia.
Il museo è dotato di sala conferenze e un bookshop. Ospita conferenze e convegni.